# Epinicio
Nella lirica della Grecia antica l'epinicio era un canto corale di vittoria per i vincitori negli agoni. Commissionato dal vincitore stesso o da amici e parenti, veniva cantato in cori durante banchetti solenni.

## Storia
La tradizione considera Simonide (556-468) l'inventore dell'epinicio, genere utilizzato anche da Bacchilide e Pindaro.
Il più lungo epinicio sopravvissuto nel tempo è la IV Pitica di Pindaro, dedicata a Arcisilao re di Cirene. Di Pindaro sono giunte sino a noi ben 44 componimenti, suddivisi in 14 Olimpiche, 12 Pitiche, 11 Nemee e 7 Istmiche.
In epoche più recenti, dopo la riscoperta del genere, avvenuta nel Rinascimento italiano, si sono prodotte varie imitazioni, tra le quali spiccarono quelle di Pierre de Ronsard (1524-1585), contenute nei 5 libri di Odi pindariche, di Chiabrera (1552-1638), di Alessandro Guidi (1650-1712).

## Descrizione
L'epinicio era composto secondo uno schema classico tripartito: all'esposizione del tema vero e proprio, che consisteva della descrizione dell'atleta, della narrazione della sua vita e di quella degli antenati, seguiva una parte erudita infarcita di allusioni mitologiche, con le quali l'autore mostrava la propria inventiva ed abilità stilistica, ed infine una parte moralistica, ricca di massime e precetti etici. Era distribuito in triadi di strofe, antistrofe ed epodo.